# Cameron Earl
Cameron Earl (Sculcoate, mei 1923 – Nuneaton, 18 juni 1952) was een Britse ingenieur en was de eerste dode in de geschiedenis van de Formule 1.

## Biografie
Na de Tweede Wereldoorlog werd Earl door de British Intelligence Objectives Sub-Committee naar Duitsland gestuurd. Deze organisatie hield zich in het naoorlogse Duitsland bezig met het veiligstellen van kennis bij onder meer fabrieken en laboratoria, zodat de industrie in het thuisland deze kennis te gelde kon maken.
Earls taak was om de ontwikkeling van Grand Prix-racewagens te bestuderen zoals die in Duitsland plaats had gevonden in de jaren 30. Hij schreef hierover een rapport gevuld met Duitse ontwerpgeheimen dat hij met Britse motor-ontwerpers deelde. Dit rapport was gebaseerd op door Earl bemachtigde blauwdrukken en gesprekken die hij in april en mei 1947 voerde met ontwerpers bij Mercedes-Benz en Auto-Union.

## Overlijden
Earl stierf op 29-jarige leeftijd in het ziekenhuis als gevolg van een schedelbreuk, die hij opliep bij een ongeluk tijdens een proefrit met een raceauto op een testcircuit in Nuneaton in Warwickshire. Hierbij kantelde de auto die hij bestuurde. Hoewel het niet tijdens een race gebeurde, was Earl door dit voorval de eerste persoon in de geschiedenis die stierf in een Formule 1-auto.